# Billette (métallurgie)
 (février 2019).
Si vous disposez d'ouvrages ou d'articles de référence ou si vous connaissez des sites web de qualité traitant du thème abordé ici, merci de compléter l'article en donnant les références utiles à sa vérifiabilité et en les liant à la section « Notes et références ».
Pour les articles homonymes, voir Billette.

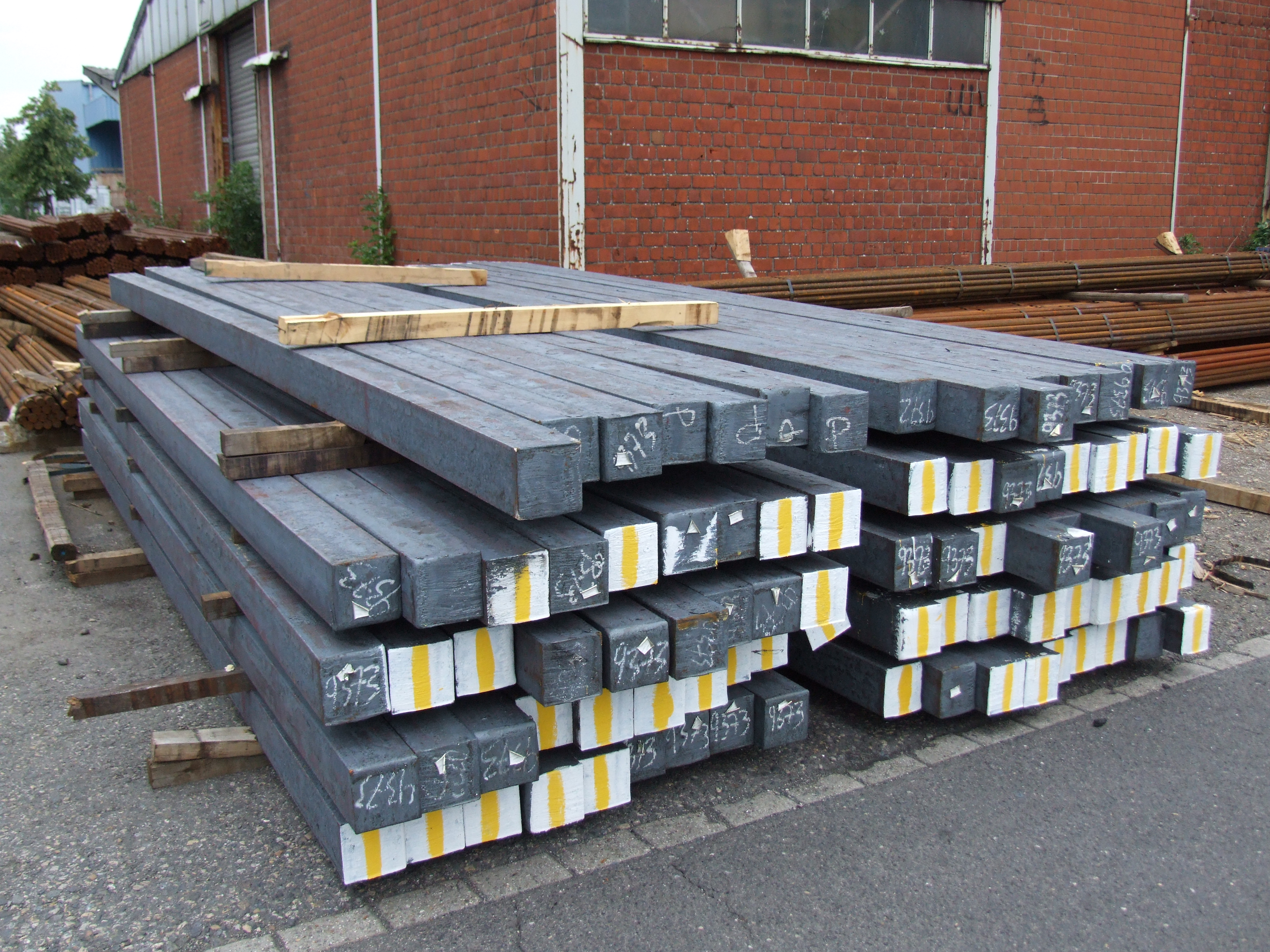
Pile de billettes d'acier.

Une billette est une barre ou pièce de métal allongée qui sert d'intermédiaire relativement massif avant une mise en forme spécifique. Il s'agit d'un demi-produit, d'un produit semi-fini commun de l'industrie métallurgique, et en particulier de la sidérurgie ou encore de l'industrie de l'aluminium ou du cuivre.
Son laminage ou extrusion continué permet par exemple d'obtenir des produits longs métalliques de faibles sections (fil métalliques, feuilles, barres plus fines, profilés,…). D'autres usages sont également courants, comme le débitage en lopins destinés au forgeage. Suivant les matériaux et des sections, les billettes sont utilisées de beaucoup de manières dans diverses industries.

## Définitions et terminologie actuelle
La billette est une masse de métal coulé ou roulé ressemblant à une grande barre. Sa section est généralement carrée, rectangulaire ou quadratique, parfois hexagonale ou ronde (cylindre), de dimension supérieure ou égale à 50 mm et inférieure ou égale à 120 mm. Les produits de section plus grande, nettement plus lourds, sont des blooms. Sa longueur varie de 5 à 18 m de long.
Dans l'usage industriel moderne, une billette, produite par coulée continue ou laminage à chaud, indique une longue pièce de métal, uniforme et solide, découpée dans un bloc plus grand. Un découpage de grande précision et choisi pour impliquer résistance mécanique et durabilité appelle ensuite le façonnage ou l'usinage (fraisage, sciage, tournage) par des machines outils pour l'adapter à divers besoins industriels spécifiques, au contraire des anciennes techniques de fonderie, de conception directe, rapide et surtout moins onéreuse pour réaliser des formes complexes, et de bonne précision de détails, à grande échelle, malgré des petits défauts mécaniques (porosité, remplissage par couches, légère inhomogénéité mécanique).
Il s'agit surtout d'un matériau métallique, parfois en alliage spécifique, facile à travailler par sa forme, à mettre en forme ou à mettre en œuvre (façonner, usiner, souder) pour un fabricant particulier. Dans l'industrie automobile, la fabrication des jointures de direction ou les étriers de freins sont plus aisées à partir de billettes particulières. N'y échappent point les industries aéronautiques que ce soient pour les ailes ou les engrenages d'atterrissage, les activités aérospatiales, mécaniques, électriques, cette dernière en prise avec le gros et petit câblage à base d'alliages de cuivre, les techniques de construction avec ses treillages, tiges etc. noyés dans le béton et autres colonnes et poutres, ou armatures en poutrelles d'acier, la fabrication d'emballage léger ou encore de bloc-moteur léger et culasses en aluminium, la conception d'équipements électroménagers, voire la bijouterie avides en métaux précieux.

## Terminologie ancienne et lexique
La billette désigne à l'origine un lopin servant à la fabrication des fers laminés. Le lopin était autrefois une masse de plusieurs lingots de fer, réunie à la forge en les chauffant et en les martelant. Notons qu'une bille correspond à un bloc de bois de la grosseur du tronc non équarri, de longueur variable. Dans les mines de houille, une billette, élément supérieur du boisage, était une pièce de bois soutenant le plafond des galeries. Sur la voie de chemin de fer, une bille représente aussi une traverse de support des rails. Une bille désignait aussi un morceau d'acier carré, désigné à être travaillé.
S'il s'agit bien pour l'industrie métallurgique d'un demi-produit (Metall-Halbzeug en allemand) ou d'un produit semi-fini (Semi-finished casting product en anglais), ce terme générique correspond stricto sensu au Knüppel de la sidérurgie allemande, au billet de la sidérurgie anglo-saxonne et d'une manière générale ou triviale, au bar stock, de la métallurgie anglaise. 

### Articles externes
- Distinction entre aluminium billette et aluminium moulé (cast)